# Perrierina taxodonta
Perrierina taxodonta är en musselart som beskrevs av F. Bernard 1897. Perrierina taxodonta ingår i släktet Perrierina och familjen Cyamiidae. Inga underarter finns listade i Catalogue of Life.